# يانغ فان
يانغ فان (24 يناير 1995 بخونان في الصين - ) هو لاعب كرة قدم صيني في مركز الدفاع.

## وصلات خارجية
- يانغ فان على موقع رابطة كرة القدم اليابانية للمحترفين (اليابانية)
- يانغ فان على موقع قاعدة بيانات كرة القدم.إي يو (الإنجليزية)
- يانغ فان على موقع Soccerway.com (الإنجليزية)
- يانغ فان على موقع عالم كرة القدم.نت (الإنجليزية)